# Dartmuthia
Dartmuthia is een geslacht van uitgestorven vissen uit de klasse van de kaakloze vissen, die voorkwamen in het Laat-Siluur. Het geslacht werd aanvankelijk beschreven op basis van niet meer dan het kopschild. Hij werd voor het eerst beschreven door William Patten.

## Kenmerken
Dartmuthia was een kleine bodembewonende vis met een ronde zuigbek die zich aan de onderzijde van de kop bevond, wat erop duidde dat hij zijn voedsel van de bodem opnam. Halverwege de rug bevond zich een kleine rugvin. Op de kop en achter de ogen bevonden zich de goed ontwikkelde, trillingsgevoelige zintuigen.

## Vondsten
Vondsten, met name alleen het langwerpige, platte kopschild, zijn bekend uit de Himmiste groeve op het eiland Saaremaa in Estland.